# 22947 Керолсаг
22947 Керолсаг (22947 Carolsuh) — астероїд головного поясу, відкритий 15 жовтня 1999 року.
Тіссеранів параметр щодо Юпітера — 3,514.